# Luis Armando Ruiz
Luis Armando Ruiz Carmona (Caracas, Venezuela, 3 de agosto de 1997) es un futbolista venezolano que juega como centrocampista en la Universidad Central de Venezuela de la Primera División de Venezuela.

## Selección nacional
Ruiz ha sido llamado varias veces por la selección de fútbol sub-20 de Venezuela. Con dicha selección disputó la Copa Mundial de Fútbol Sub-20 de 2017 celebrada en Corea del Sur, donde consiguió el subcampeonato.

### Participaciones internacionales
| Competición                                      | Sede          | Resultado    | Partidos | Goles |
| ------------------------------------------------ | ------------- | ------------ | -------- | ----- |
| Campeonato Sudamericano de Fútbol Sub-20 de 2017 | Ecuador       | Tercer lugar | 2        | 0     |
| Copa Mundial de Fútbol Sub-20 de 2017            | Corea del Sur | Subcampeón   | 0        | 0     |

## Estadísticas
| Club performance    | Club performance | Club performance              | League | League | Cup  | Cup   | Continental | Continental | Total | Total |
| Club                | Season           | League                        | Apps   | Goals  | Apps | Goals | Apps        | Goals       | Apps  | Goals |
| ------------------- | ---------------- | ----------------------------- | ------ | ------ | ---- | ----- | ----------- | ----------- | ----- | ----- |
| Deportivo La Guaira | 2015             | Primera División de Venezuela | 2      | 0      | 1    | 0     | 0           | 0           | 3     | 0     |
| Total               | Total            | Total                         | 2      | 0      | 1    | 0     | 0           | 0           | 3     | 0     |
| Zulia               | 2016             | Primera División de Venezuela | 16     | 0      | 4    | 0     | 0           | 0           | 20    | 0     |
| Zulia               | 2017             | Primera División de Venezuela | 1      | 0      | 0    | 0     | 0           | 0           | 1     | 0     |
| Total               | Total            | Total                         | 17     | 0      | 4    | 0     | 0           | 0           | 21    | 0     |
| Career total        | Career total     | Career total                  | 19     | 0      | 5    | 0     | 0           | 0           | 24    | 0     |